# San Giorgio Maggiore

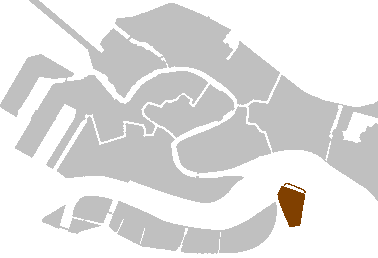
San Giorgio Maggiore trong Venezia.

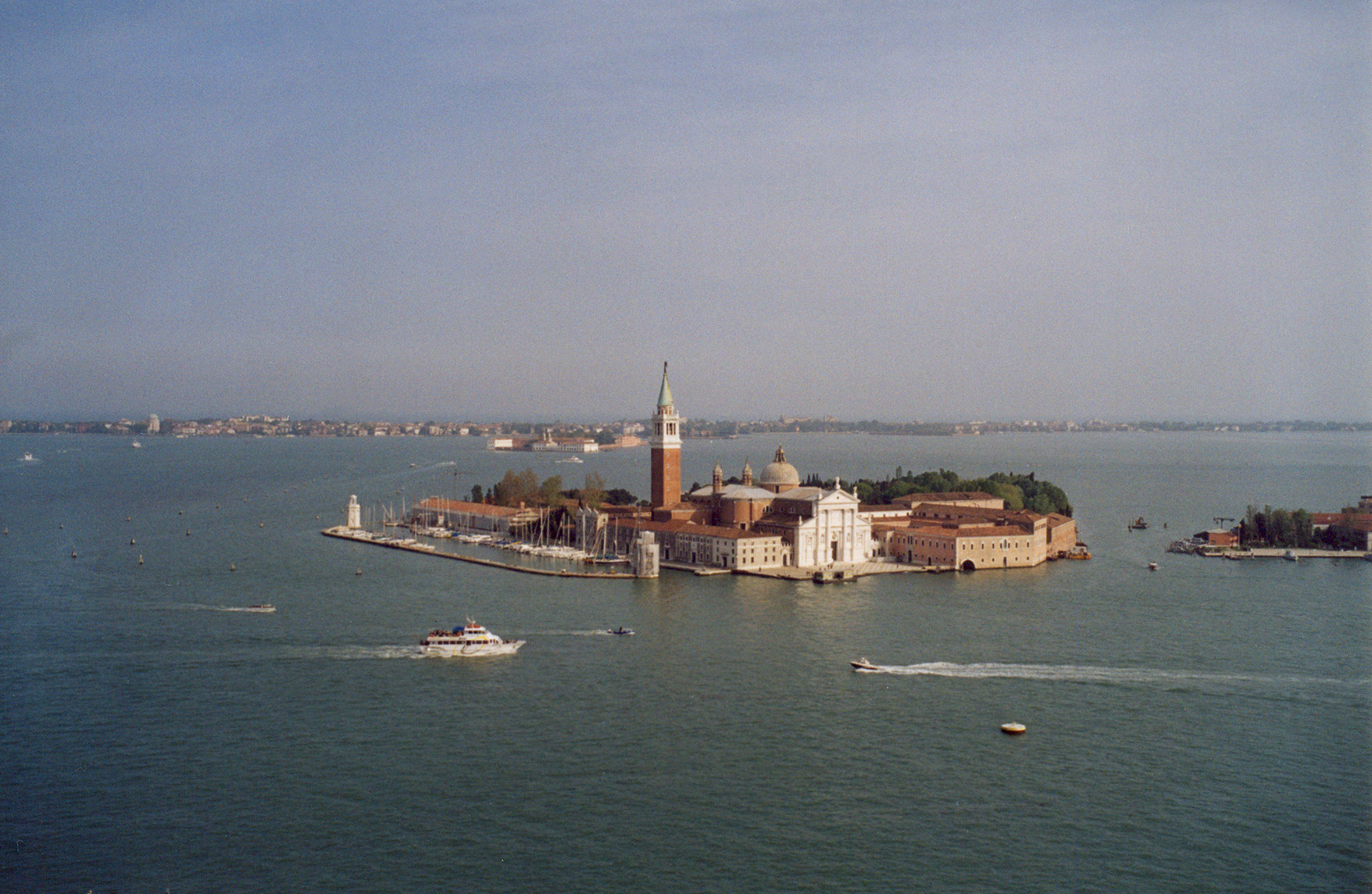
Cảnh San Giorgio Maggiore.

San Giorgio Maggiore là một đảo ở Venezia, tỉnh Venezia, phía bắc nước Ý. Đảo này nằm ở phía đông Giudecca và phía nam của nhóm đảo chính. Đảo này bao quanh bởi Canale della Grazia, Canale della Giudecca, Saint Mark Basin, Canale di San Marco và phá phía nam. Nó tạo thành một phần San Marco sestiere.